# Banco Central de Barbados
El Banco Central de Barbados (en inglés: Central Bank of Barbados o CBB) fue creado en mayo de 1972 por el Gobierno de Barbados en sustitución de la East Caribbean Currency Authority (ECCA) que era la institución responsable del control de los asuntos monetarios de una serie de pequeños países del Caribe Oriental, incluido Barbados. 

## Objetivos y funciones
Los objetivos principales del Central Bank of Barbados son:
- Promover la estabilidad de la moneda.
- Promover una sólida estructura financiera.
- Fomentar el desarrollo de la economía y de los mercados de capital.
- Canalizar los créditos comerciales bancarios hacia una actividad productiva.
- Fomentar las condiciones de crédito y cambio en orden a conseguir un desarrollo económico sustancial de Barbados.

Entre las funciones del Banco se incluye la de la emisión de la moneda.

## Organización

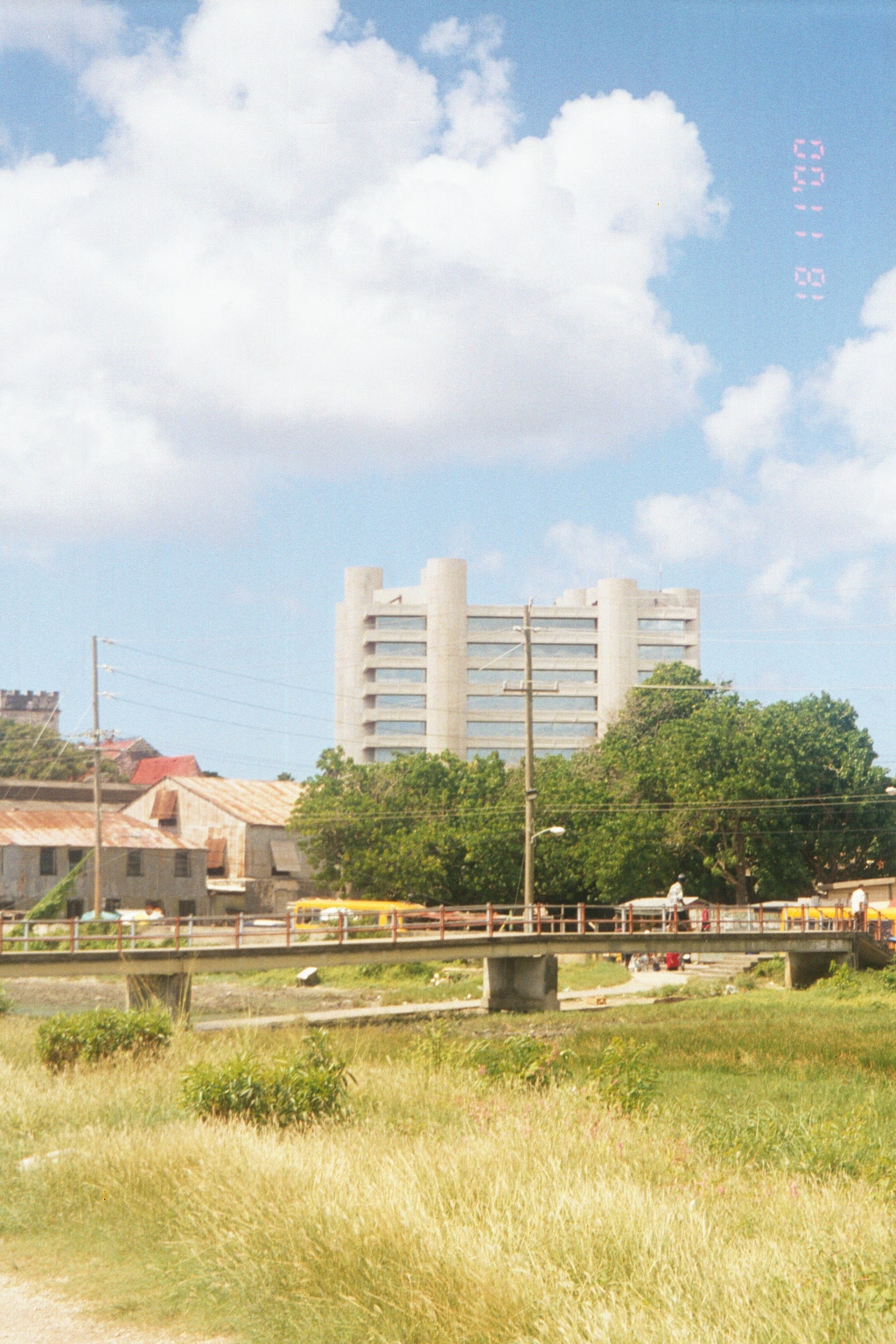
The Tom Adams Financial Centre building.

El banco central está liderado por el gobernador que es elegido por el consejo de administración del banco.
El actual gobernador del Banco Central de Barbados es Delisle Worrell desde noviembre de 2009.

### Gobernadores anteriores
- Sir Courtney Blackman
- Mr Winston Cox
- Dr Kurleigh King
- Mr Calvin Springer
- Dr Marion Vernese Williams (2005–09)